# Paonias myops
Paonias myops är en fjärilsart som beskrevs av John Abbot och Smith 1797. Paonias myops ingår i släktet Paonias och familjen svärmare. Inga underarter finns listade i Catalogue of Life.

## Bilder

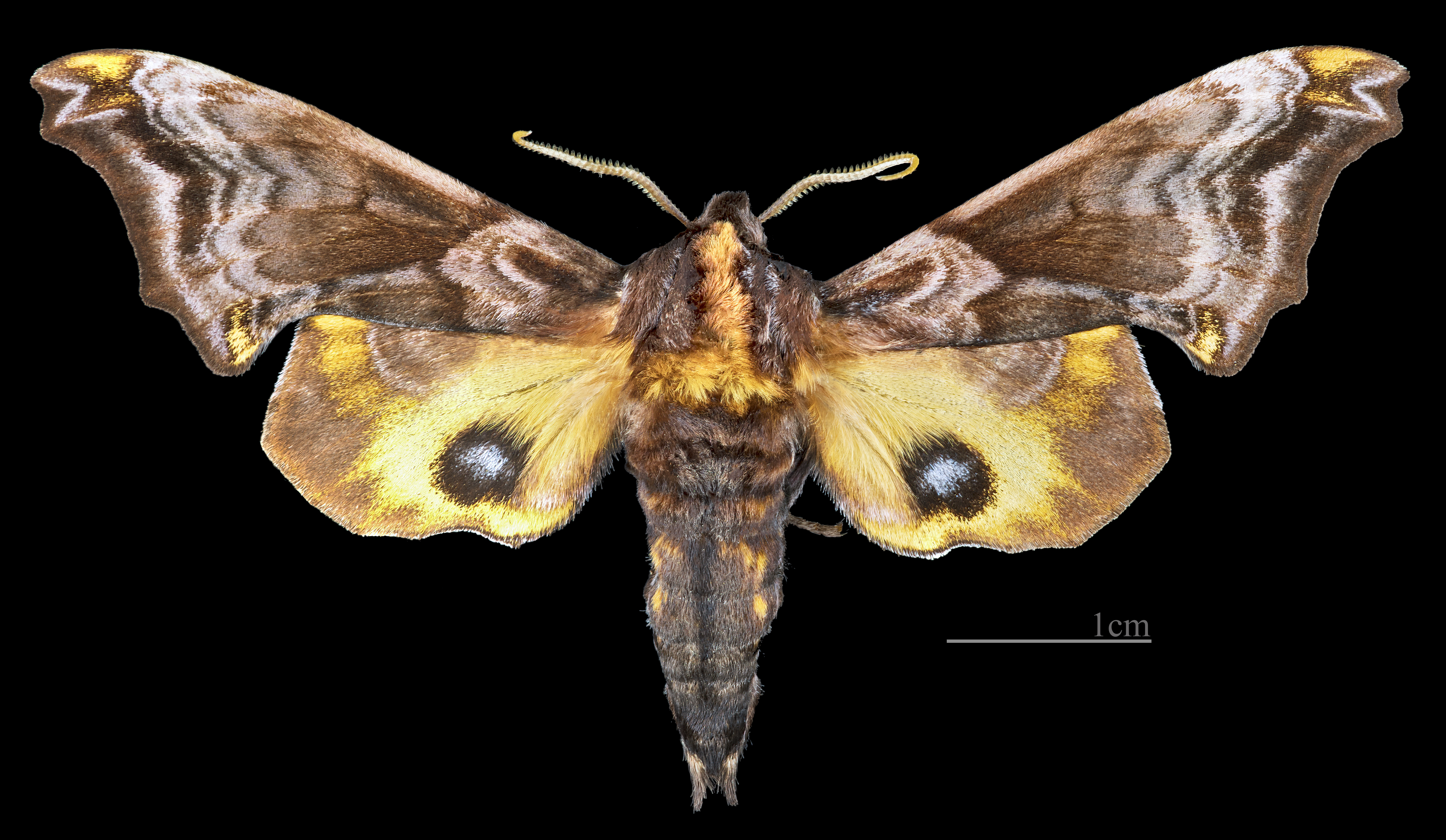
Paonias myops  ♂
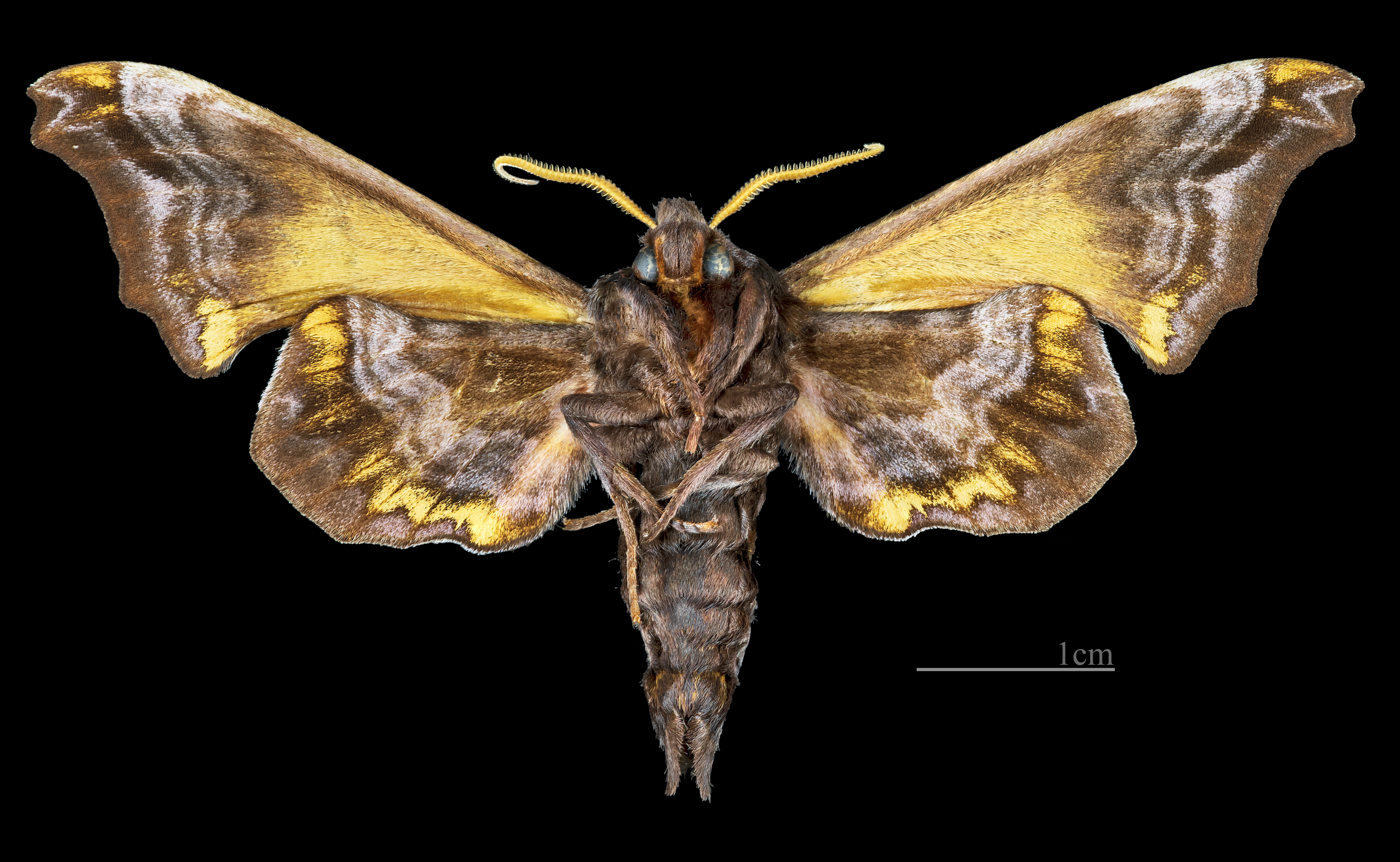
Paonias myops  ♂ △